# Neapterolelaps leai
Neapterolelaps leai är en stekelart som beskrevs av Alan Parkhurst Dodd 1924. Neapterolelaps leai ingår i släktet Neapterolelaps och familjen puppglanssteklar. Inga underarter finns listade i Catalogue of Life.